# 大斯庫爾圖鄉
44°21′N 25°16′E / 44.350°N 25.267°E
大斯庫爾圖鄉（羅馬尼亞語：Comuna Scurtu Mare, Teleorman），是羅馬尼亞的鄉份，位於該國南部，由特列奧爾曼縣負責管轄，處於布加勒斯特以西70公里，每年平均降雨量985毫米，海拔高度131米，2007年人口1,939。